# Ивановице на Хани
Ивановице на Хани (чеш. Ivanovice na Hané) град је у Чешкој Републици. Град се налази у управној јединици Јужноморавски крај, у оквиру којег припада округу Вишков.

## Становништво
Према подацима о броју становника из 2014. године град је имао 2.917 становника.